# Mattstall
Mattstall est une ancienne commune française, située dans le département du Bas-Rhin et la région Alsace. Elle est une commune associée à Lembach.
Ses habitants sont appelés les Mattstallois ("Mattstaller" en alsacien).
La commune fait partie du Parc naturel régional des Vosges du Nord.

## Géographie
Au cœur du Parc naturel régional des Vosges du Nord, Mattstall se situe sur un plateau entre la vallée de la Sauer au Sud-Est qui constitue la frontière avec Gœrsdorf et la vallée du  Trautbach au Sud-Ouest qui est la frontière naturelle avec Langensoultzbach. Au Nord-Est dans la continuité de la vallée de la Sauer se trouve Lembach. Au Nord-Ouest se situe le domaine de la Verrerie avec sa forêt. Cette forêt est une petite partie de la Réserve de biosphère transfrontalière des Vosges du Nord-Pfälzerwald, une des plus vastes forêts d'Europe avec ses 3 105 km2. 
Mattstall se situe à environ 18 kilomètres de Wissembourg, à 25 kilomètres de Haguenau et à 9 kilomètres de la frontière allemande.

## Histoire
Sur la carte Cassini, Mattstall est nommé Malenthal. Malenthal est également mentionné dans les Lois et arrêtés Relatifs aux Mines pendant les années 7, 8 et 9. La commune sous son actuel nom est parfois citée dans les textes anciens qui font mention de la Verrerie de Mattstall. Cette Verrerie n'est plus en activité, mais son emplacement est aujourd'hui le Lieu-dit de la Verrerie. 
La forêt de Mattstall est parsemée des bunkers de la Ligne Maginot. Lors de la Seconde Guerre mondiale, les habitants furent évacués en Haute-Vienne à Nantiat. La ligne de front est passée par le village lors de la libération de l'Alsace en mars 1945
Le 1er septembre 1972, la commune fusionne avec le village de Lembach et devient commune associée.
Mattstall est un village fleuri qui a obtenu sa troisième fleur.

## Administration
La commune étant fusionnée avec Lembach, les conseils municipaux des deux communes siègent ensemble à la mairie de Lembach. Cependant Mattstall a toujours son propre maire délégué assisté d'un conseiller municipal et une mairie qui assure une permanence hebdomadaire. Cette mairie fait office de bureau de vote pour les élections.
Le bâtiment de la mairie hébergeait également une école à classe unique jusqu'à sa fermeture dans les années 2000.
| Période                                  | Période  | Identité            | Étiquette | Qualité |
| ---------------------------------------- | -------- | ------------------- | --------- | ------- |
| 1977                                     | 1995     | Henri Knobel        |           |         |
| 1995                                     | 2001     | Geneviève Maechling |           |         |
| 2001                                     | 2008     | Charles Suss        |           |         |
| mars 2008                                | En cours | Charles Suss        |           |         |
| Les données manquantes sont à compléter. |          |                     |           |         |

## Démographie
| 1911 | 1921 | 1926 | 1931 | 1936 | 1946 | 1954 | 1962 | 1968 |
| ---- | ---- | ---- | ---- | ---- | ---- | ---- | ---- | ---- |
| 209  | 180  | 178  | 171  | 170  | 147  | 132  | 140  | 136  |

## Héraldique
| Blason de Mattstall | Blason  | Coupé : au 1er parti au I de gueules à neuf macles d’or ordonnés 3, 3 et 3 ; au II d’hermine, au 2e de sinople à trois fasces d’argent. |
| Blason de Mattstall | Détails | |